# Гудньюс-Бей (Аляска)
Гудньюс-Бей (англ. Goodnews Bay, центр. юпик Mamterat) — город в зоне переписи населения Бетел, штат Аляска, США. Население по данным переписи 2010 года составляет 243 человека.

## География
Город расположен на северном побережье залива Гудньюс, в устье реки Гудньюс, в 187 км к югу от города Бетел, в 180 км к северо-западу от города Диллингхем и в 640 км к западу от Анкориджа. Площадь города составляет 9,6 км², всё из которых — суша.

## История
Город был инкорпорирован 9 июля 1970 года.

## Население
По данным переписи 2000 года, население города составляло 230 человек. Расовый состав: коренные американцы — 92,61 %; белые — 5,65 % и представители двух и более рас — 1,74 %.
Из 71 домашних хозяйств в 45,1 % — воспитывали детей в возрасте до 18 лет, 31,0 % представляли собой совместно проживающие супружеские пары, в 23,9 % семей женщины проживали без мужей, 32,4 % не имели семьи. 32,4 % от общего числа домохозяйств на момент переписи жили самостоятельно, при этом 4,2 % составили одинокие пожилые люди в возрасте 65 лет и старше. В среднем домашнее хозяйство ведут 3,24 человек, а средний размер семьи — 4,04 человек.
Доля лиц в возрасте младше 18 лет — 36,1 %; лиц в возрасте от 18 до 24 лет — 10,4 %; от 25 до 44 лет — 28,3 %; от 45 до 64 лет — 17,4 % и лиц старше 65 лет — 7,8 %. Средний возраст населения — 31 год. На каждые 100 женщин приходится 105,4 мужчины; на каждые 100 женщин в возрасте старше 18 лет — 122,7 мужчины.
Средний доход на совместное хозяйство — $16 250; средний доход на семью — $21 563. Средний доход на душу населения — $6851. Около 37,8 % семей и 39,0 % населения живут за чертой бедности, включая 53,3 % лиц в возрасте младше 18 лет и 0 % лиц старше 65 лет.
Динамика численности населения города по годам:
| 1980 | 1990 | 2000 | 2010 |
| ---- | ---- | ---- | ---- |
| 168  | 241  | 230  | 243  |